# Byrrhinus brevior
Byrrhinus brevior är en skalbaggsart som först beskrevs av Maurice Pic 1927.  Byrrhinus brevior ingår i släktet Byrrhinus och familjen lerstrandbaggar. Inga underarter finns listade i Catalogue of Life.